# FC Bergh
FC Bergh is een Nederlandse amateurvoetbalclub actief in KNVB district Oost uit de gemeente Montferland in Gelderland. De naam FC Bergh verwijst naar de voormalige gemeente Bergh, die in 2005 is opgegaan in de huidige gemeente Montferland. Het tenue van FC Bergh is een blauwzwart verticaal gestreept shirt met een zwarte broek en zwarte sokken. 
De club is in ontstaan in 2019 bij een fusie van de voetbalverenigingen MvR uit 's-Heerenberg, VV Stokkum uit Stokkum en VVL uit Lengel. FC Bergh werd op donderdag 12 mei 2022 door een 7-1 zege tegen VV Etten kampioen in de 4e Klasse C en promoveerde voor het seizoen 2022/2023 naar 3e Klasse B.
De thuiswedstrijden en trainingen van FC Bergh vinden plaats op Sportpark Marinus van Rooijen in 's-Heerenberg. Dit is de accommodatie die voorheen door MvR werd benut, sinds de fusie Sportpark Marinus van Rooijen genoemd, net als de voormalige ploeg MvR ter ere van mede-bezieler kapelaan Marinus van Rooijen, een van de martelaren van 's-Heerenberg, die na verzet in 1942 omkwam in Dachau.